# Terug naar Rose
Terug naar Rose (Engels: Reaching Rose) is een kort verhaal van James Purdy dat in 1994 in zowel het Engels als in Nederlandse vertaling verscheen.

## Geschiedenis
Reaching Rose, een oorspronkelijk verhaal van de Amerikaanse schrijver James Purdy (1914-2009), verscheen in 1994 bij de in Woubrugge gevestigde Avalon Pers van Jan Keijser. Tegelijkertijd verscheen hierbij een vertaling in het Nederlands van de hand van Jan Erik Bouman (1947-2010) van de pers Hugin & Munin.
In de uitgave werd eveneens een brief van Kees Ouwens, gedateerd 16 augustus 1994, aan Bouman opgenomen over dit verhaal; deze brief werd voor het Engelstalige deel vertaald door Jonathan Bragdon.
Het verhaal werd in 2000 opgenomen in Purdy's verhalenbundel Moe's Villa & Other stories.

### Uitgave
De uitgave verscheen in een oplage van 80 genummerde exemplaren, werd gezet uit de letter Garamond en gedrukt op Zerkall-Büttenpapier. Het Engelstalige deel en het Nederlandstalige deel van de uitgave werden elk afzonderlijk in rood linnen gebonden. Beide delen zijn tezamen gevat in een rode linnen cassette. Beide delen hebben een verschillend frontispice naar een originele tekening van James Purdy.

### Bijzonderheden
Naast de genummerde exemplaren bestaat er een ongenummerd exemplaar dat op naam gedrukt werd van Kees Ouwens; dit exemplaar werd na diens overlijden ter verkoop aangeboden. Er bestaat ook een exemplaar dat voorzien is van een opdracht van auteur Purdy aan vertaler Bouman.
Een ongenummerd luxe exemplaar, eveneens afkomstig uit de nalatenschap van Jan Erik Bouman, werd gedrukt op Japans Gampi en beide delen werden in halfperkament gebonden, voorzien van zijden platten en gevat in een zwart linnen overslagdoos; het Engelstalige deel van dit exemplaar was door de auteur gesigneerd en gedateerd: "June 21 1995".